# Гальвес, Хуан Мануэль
Хуан Мануэль Гальвес Дурон (исп. Juan Manuel Gálvez Durón; 10 июня 1887, Тегусигальпа, Гондурас — 20 августа 1972, там же) — гондурасский политический деятель, президент страны в 1949–1954 годах.

## Биография
В 1913 году Гальвес закончил Национальный автономный университет Гондураса, получив юридическое образование. В 1914 году он был назначен судьёй в городе Ла-Сейба. В 1924 году Гальвес был избран в парламент депутатом от Тегусигальпы. В 1924–1929 годах он занимал должность министра внутренних дел и юстиции в правительстве, сначала при генерале Висенте Тосты Карраско, а с 1925 года — при президентстве Мигеля Паса Бараоны. С 1933 по 1948 год, при диктатуре Тибурсио Кариаса Андино, Гальвес находился на посту министра обороны, флота и авиации.
В 1948 году Гальвес стал кандидатом от Национальной партии Гондураса на президентских выборах. Выборы проходили в условиях диктатуры, при этом оппозиционная Либеральная партия Гондураса была вновь разрешена, но оценив свои шансы она бойкотировала их. В итоге Гальвес получил на них 99.85% (254 802 голосов).
Вступив в должность президента Гальвес продемонстрировал большую независимость, чем от него ожидалось. Были продолжены и расширены некоторые направления политики администрации Кариаса, такие как строительство дорог и развитие экспорта кофе. К 1953 году почти четверть бюджета правительства была отведена под строительство дорог. Гальвес также, продолжая политику прежней администрации, уменьшал внешний долг страны и окончательно погасил британские облигации. Иностранные компании, выращивавшие фрукты в Гондурасе, пользовались значительной поддержкой правительства: так, United Fruit Company получила в 1949 году очень выгодный контракт сроком на 25 лет.
Вместе с тем политика государства при Гальвесе отличалась от политики его предшественника. Было уделено внимание образованию, которому выделялось большая доля национального бюджета, чем ранее. Был фактически принят закон о подоходном налоге, хотя его правоприменение в лучшем случае было спорадическим. Наиболее заметные изменения произошли на политической арене Гондураса: была восстановлена свобода прессы, легализована Либеральная партия, разрешено создание общественных и политических организаций, включая и рабочую. Рынок труда всё больше регулировался: был установлен восьмичасовой рабочий день и оплачиваемый отпуск для работников, определялась ответственность работодателя за травмы сотрудников, связанные с работой, вводились положения о найме женщин и детей.
Последние месяцы президентства Гальвеса выдались напряжёнными. В мае 1954 года рабочие, занятые в горном деле, пивоварении, текстильной промышленности, в компаниях The Coca-Cola Company, Standard Fruit Company и United Fruit Company объявили 10-дневную забастовку (с 5 по 14 мая). 21 мая было достигнуто коллективное соглашение между более 11 000 рабочими и руководством компании Standard Fruit Company. Эта новость в тот же день привела к тому, что число рабочих, бастующих против компании United Fruit Company выросло с 25 000 до 100 000 человек. Эти события стали причиной того, что 23 мая 1954 года Гальвес обратился к администрации президента США Эйзенхауэра с просьбой подготовить свой Корпус морской пехоты США для высадки своих вооружённых сил в Гондурасе, если ситуация вырвется из-под контроля. Американцы серьёзно восприняли это обращение, разместив два военных корабля в Гондурасском заливе. К тому же США разместили в Гондурасе военные силы для проведения операции PBSUCCESS в соседней Гватемале. После же долгой борьбы и общественного мнения, решительно настроенного против United Fruit Company, 9 июля 1954 года было достигнуто соглашение между 100 000 бастующими рабочими и руководством компании.
С 26 по 30 сентября на Гондурас обрушился тропический шторм Хильда, унесший жизни 29 гондурасцев, оставив около 3 000 из них бездомными и вызвав некоторые разрушения банановых плантаций. Последнее привело к увольнению из United Fruit Company около 10 000 из её 100 000 рабочих, что в свою очередь побудило Гальвеса вновь обратиться к правительству США за помощью. Администрация Эйзенхауэра ответила на эту просьбу.
Несмотря на сложные и политически заманчивые обстоятельства, благоприятные для навязывания преемника, Гальвес всё же не мешал проведению запланированных свободных выборов, состоявшихся 10 октября 1954 года. На них победу одержал кандидат от Либеральной партии Рамон Вильеда Моралес, но 5 декабря того же года был отстранён от должности тогдашним вице-президентом Хулио Лосано Диасом. Гальвес в это время лечил сердце за границей.